# Pierre-Marie Beyle
Pierre-Marie Beyle, né le 6 juillet 1837 à Lyon et mort le 22 octobre 1902 à Chennevières-sur-Marne, est un peintre et illustrateur français de la fin du XIXe siècle.

## Biographie
Il est surtout connu comme peintre de scènes de la vie quotidienne. Il s'attache aux scènes normandes qu'il peint aux alentours d'Yport lors de ses séjours estivaux.

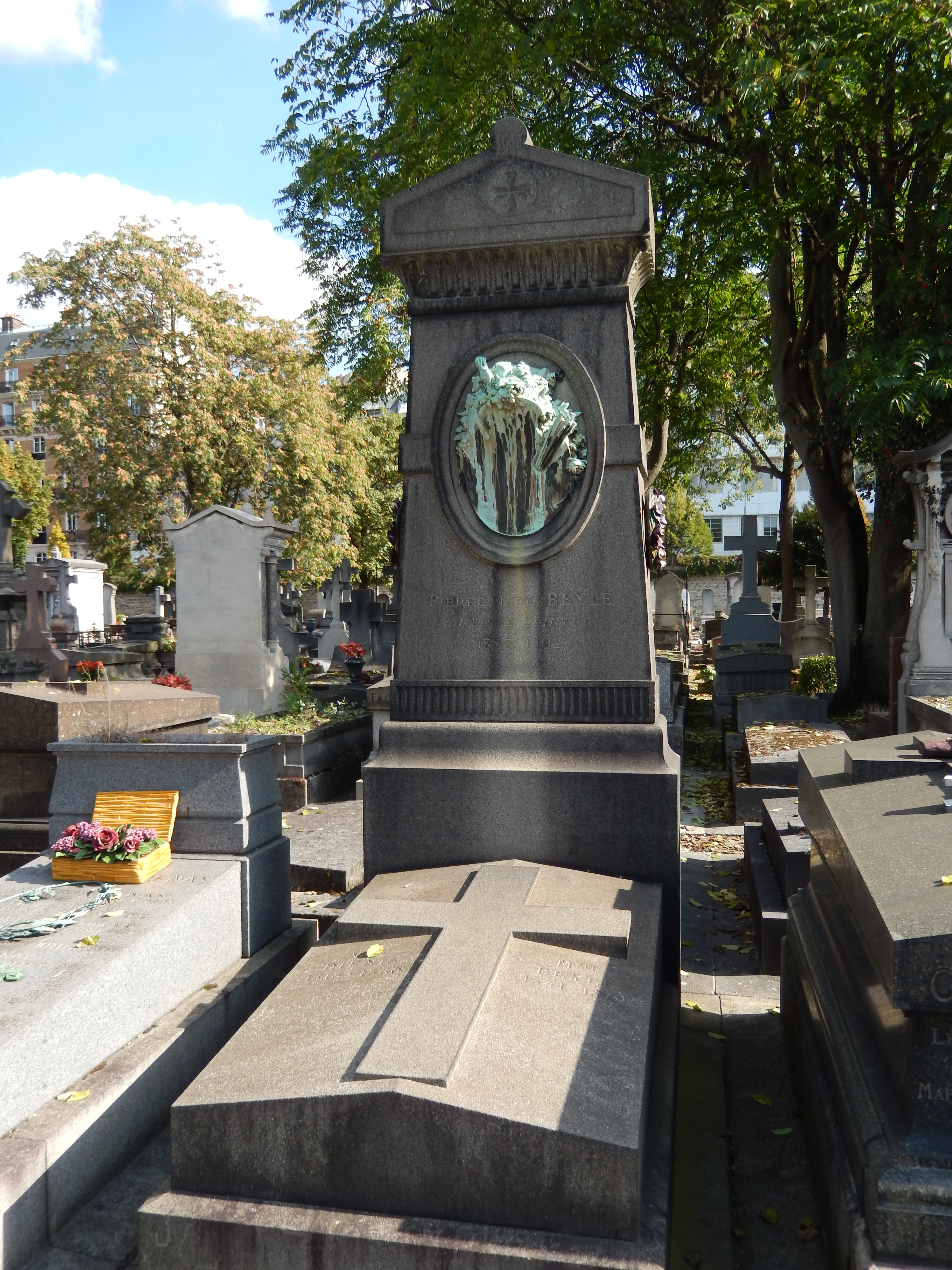
Tombe de Pierre-Marie Beyle au cimetière du Montparnasse (division 29).

Il est enterré au cimetière du Montparnasse (division 29).

## Œuvres
- La Toilette De La Femme Sauvage
- Woodmen Around A Fire In A Clearing (1843)
- Noir Au Turban (1873)
- Le Serviteur Noir
- La Parure de la Mariée
- La Dernière Étape de Coco (1878)
- Les Brûleuses de varech (1884)
- La Mauvaise Nouvelle (1885)
- L'heure bénie
- Homme À La Barque Dans La Baie De New-york (1885)

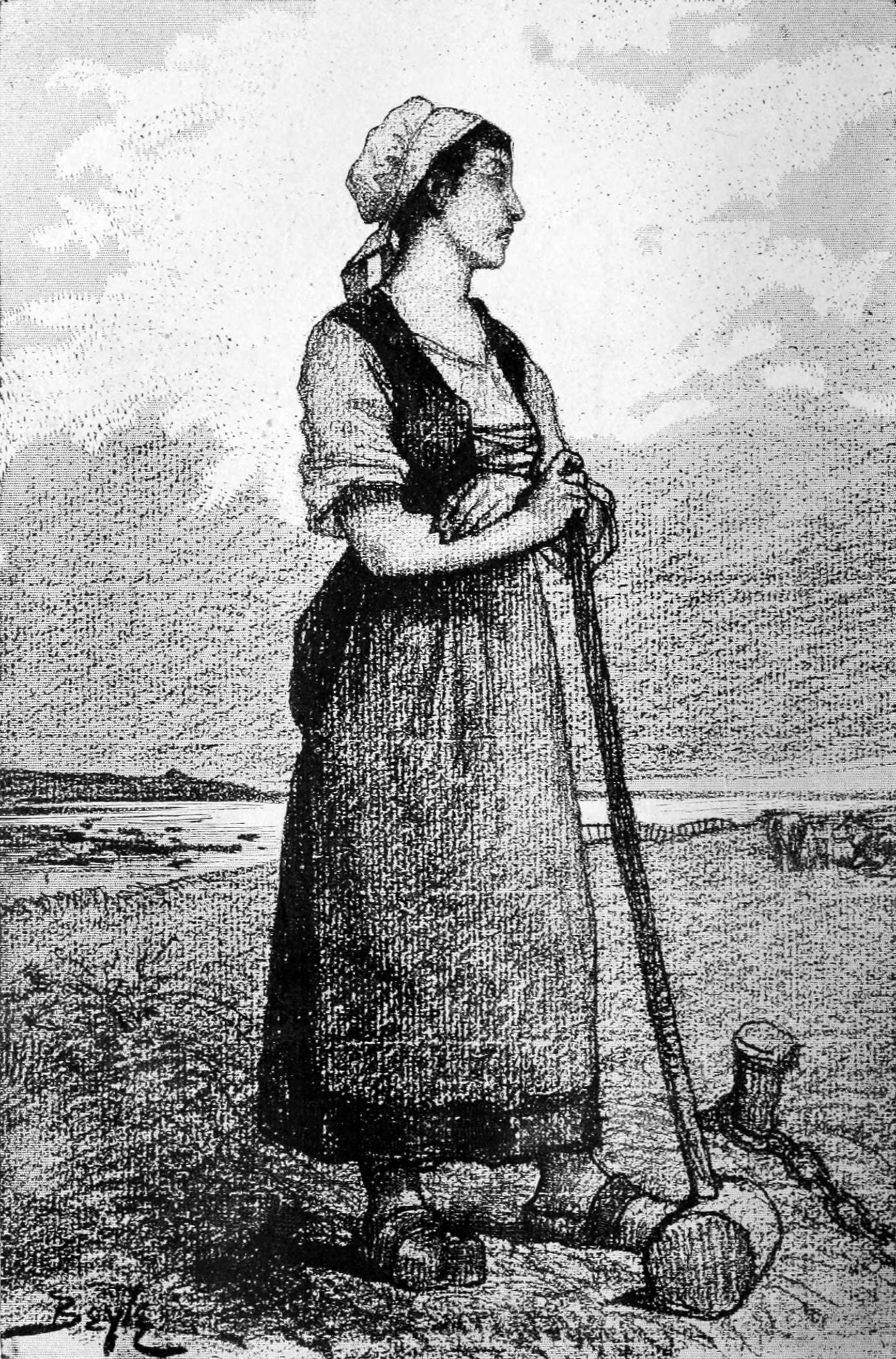
Sur la jetée
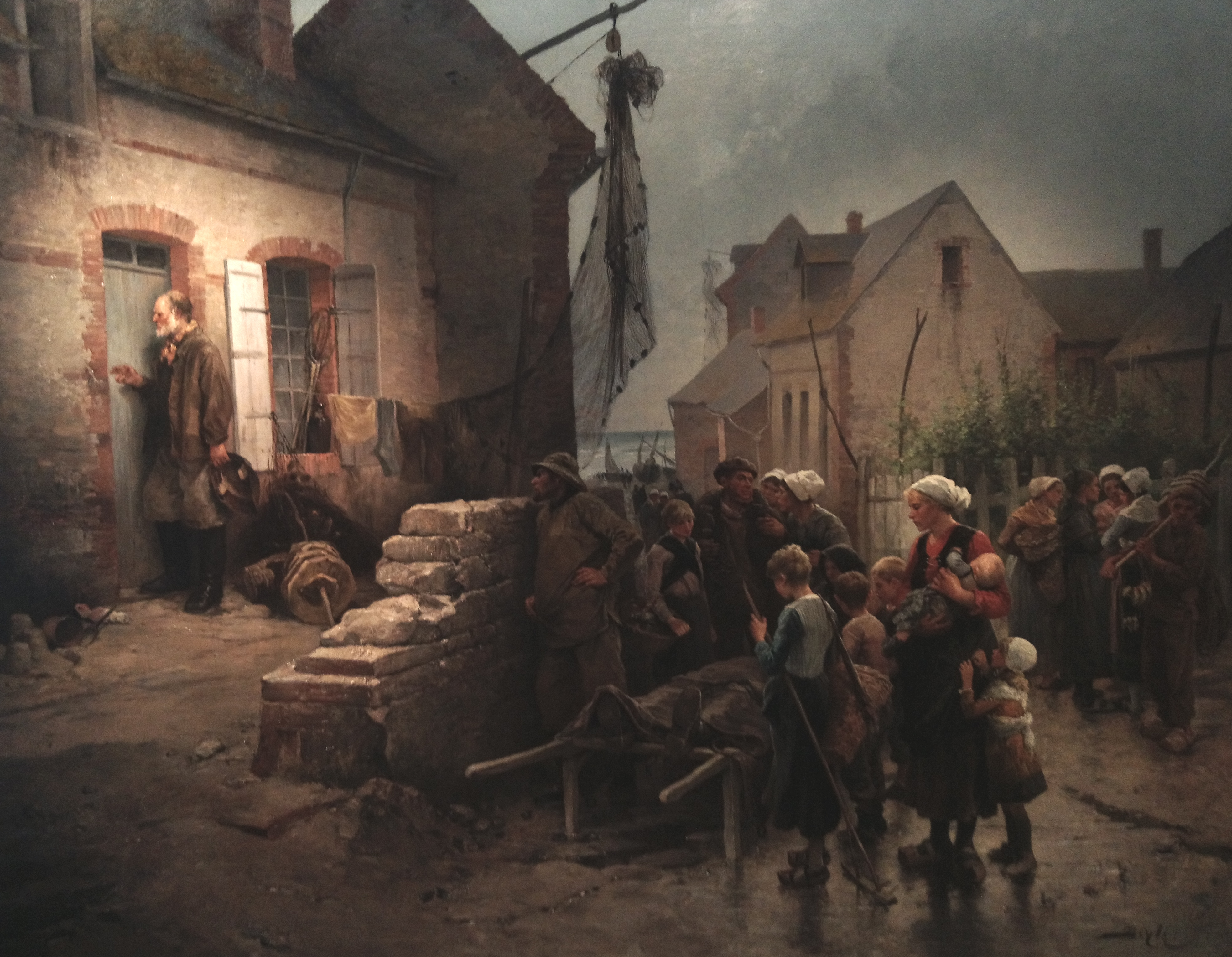
La Mauvaise nouvelle, 1885, musée des Pêcheries, Fécamp.
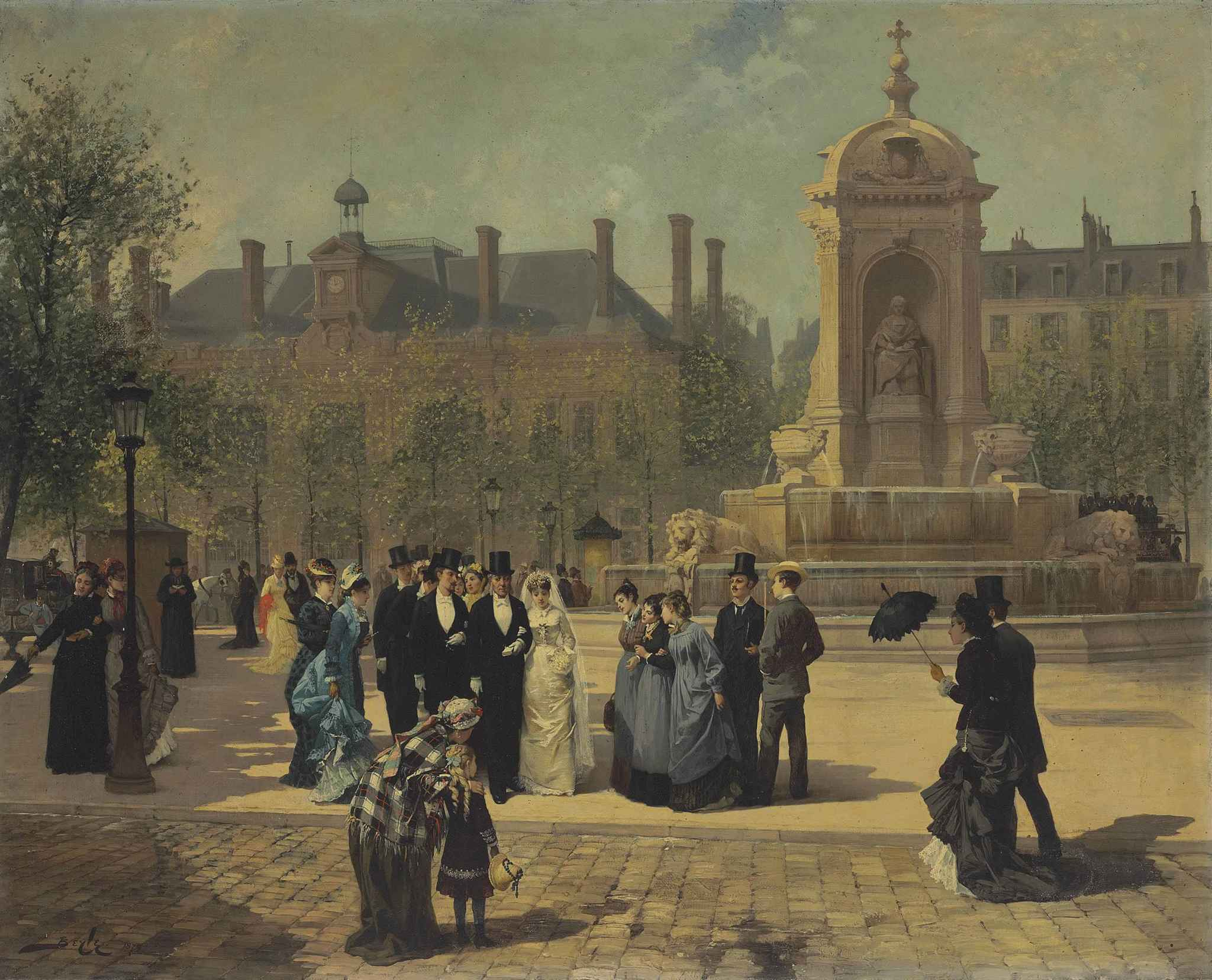
La Procession de mariage, 1879, collection privée.
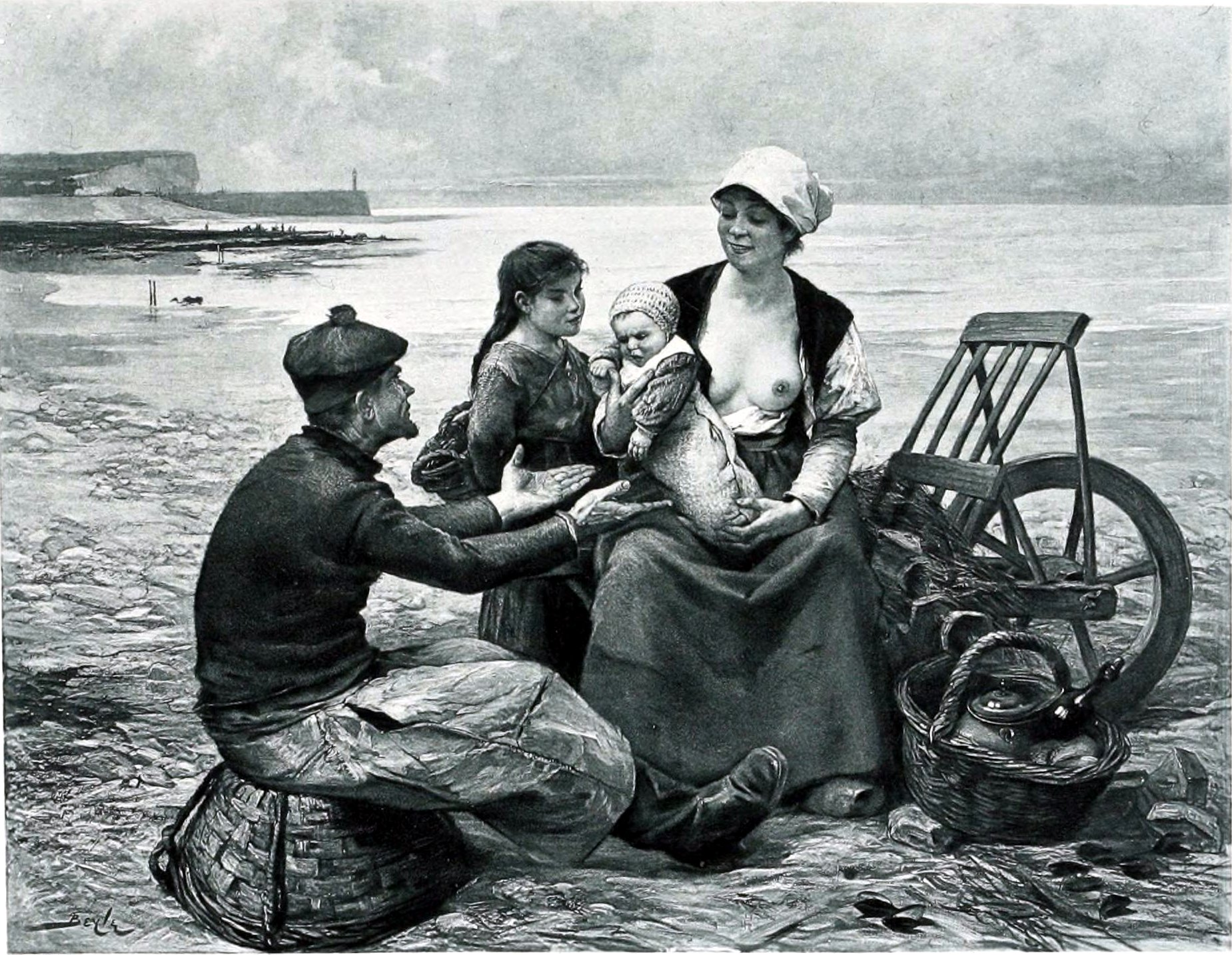
L'Heure bénie, gravure d'un tableau exposé au Salon de 1894.
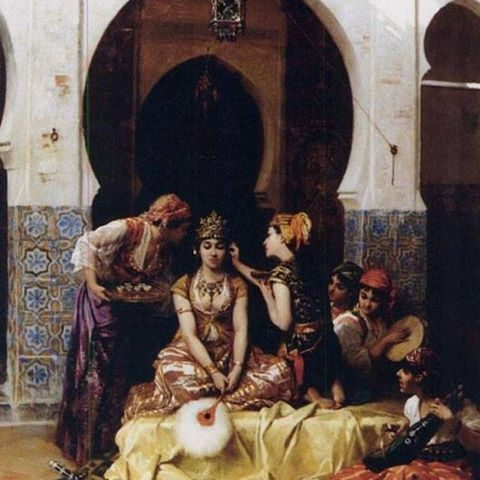
La Parure de la Mariée : machta préparant une mariée algéroise.

- Sur la falaise
- Pêcheuse au bord de la mer
- The Young Fisherwoman
- Fleur des Gréves
- A Japanese Woman with a Parasol
- La Source

- Sur la falaise
- La Mauvaise nouvelle, 1885, musée des Pêcheries, Fécamp.
- La Procession de mariage, 1879, collection privée.
- L'Heure bénie, gravure d'un tableau exposé au Salon de 1894.
- La Parure de la Mariée : machta préparant une mariée algéroise.